# Andreas Hain (Tischtennisfunktionär)
Andreas Hain (* 3. November 1966 in Seligenstadt) ist ein deutscher Tischtennisspieler und -funktionär. Er war von November 2023 bis September 2024 Präsident des Deutschen Tischtennis-Bundes DTTB und anschließend bis Februar 2025 dessen Vorstandsvorsitzender.

## Tischtennisspieler
Andreas Hain begann als 12-Jähriger mit dem Tischtennissport beim TTC Seligenstadt. Seit 1988 wechselte er zu mehreren Vereinen und spielte zeitweise in der Regionalliga und mit dem TTC Weinheim in der 2. Bundesliga.

## Funktionär
Andreas Hain absolvierte eine Lehre als Drucker und arbeitete später als Diplom-Verwaltungswirt sowie Beamter in der Kreisverwaltung Offenbach. 1999 ließ er sich beurlauben, um im Tischtennis Funktionärsaufgaben zu übernehmen. Bereits in seiner aktiven Zeit vorher engagierte er sich im Vorstand des TTC Seligenstadt und TTC Heusenstamm. Von 1999 bis 2001 war er stellvertretender Leistungssport-Referent beim Deutschen Tischtennis-Bund DTTB. Von 2011 bis 2017 war 1. Vorsitzender des TTC Seligenstadt. Seit 2003 war er Vizepräsident beim Hessischen Tischtennis-Verband HTTV. 2016 wurde er als kommissarischer Präsident des HTTV ernannt, 2018 regulär gewählt und 2022 für drei weitere Jahre wiedergewählt. Parallel arbeitete er bei der Tischtennisfirma JOOLA als Deputy Managing Director (Prokurist), zeitgleich ist er seit 2014 Präsident des Verbands internationaler Tischtennismarken (FIT). Seit 2011 ist er Manager beim ttc berlin eastside.
Im November 2023 wurde Andreas Hain zum Präsidenten des Deutschen Tischtennis-Bundes DTTB gewählt. Er löste Claudia Herweg ab, die nicht mehr antrat. Im September 2024 wurde im Rahmen einer Strukturreform zum Vorstandsvorsitzenden des DTTB berufen. Dieses Amt hatte er bis Februar 2025 inne.

## Privat
Andreas Hain heiratete im Jahr 2000 die Tischtennisnationalspielerin Tanja Hain-Hofmann, die Ehe wurde geschieden. Heute (2023) ist er erneut mit Rong Luo Hain verheiratet und hat eine Tochter. Er wohnt in Bad Dürkheim.